# Truman Show
A Truman Show (eredeti cím: The Truman Show) 1998-ban bemutatott amerikai sci-fi film, Jim Carrey főszereplésével. A Peter Weir által rendezett film egy olyan férfi történetét mutatja be, aki nem tudja, hogy a világ, amiben él, egy mesterségesen létrehozott valóságshow-szappanopera, amelyet milliók néznek, a hét 168 órájában.
A Truman Show története akkor kezdődött, mikor Andrew Niccol írt egy forgatókönyvet, bízva abban, hogy egy stúdió felfigyel rá. Ekkor a történet még inkább egy sci-fi thrillerre hasonlított, és New Yorkban játszódott. Scott Rudin vásárolta meg a forgatókönyvet, és a Paramount Pictures azonnal dolgozni kezdett a filmen. Brian De Palma volt a legesélyesebb a film megrendezésére, ám végül Peter Weir lett a rendező, elintézve, hogy a tervezett 80 millió dolláros költségvetés helyett 60 millió dollárra legyen csak szükség. Niccol jelentősen átírta a forgatókönyvet, miközben a film készítői Jim Carrey válaszát várták a felkérésre. A forgatás legnagyobb része a floridai Seaside-ban zajlott, a mesterségesen létrehozott város a floridai Panhandle területén volt.
A film rendkívül nagy bevételt hozott, és a kritikusok körében is sikert aratott. A Paramount szakemberei a Forrest Gumphoz hasonlították. Több Oscar-díjra is jelölték, a Golden Globe-díjátadón pedig többszörösen jutalmazva lett. A Truman Show a kereszténység, a mesterséges valóság, és az egzisztencializmus fogalomkörét is boncolgatja. Sokan úgy vélik, hogy megjósolta a valóságshowk térnyerését.

## Cselekmény
|  | Alább a cselekmény részletei következnek! |

Truman Burbank (Jim Carrey) egy átlagos amerikai, egy átlagos kertvárosban, Seahavenben. Biztosítási ügynökként dolgozik egy kis cégnél. Van egy csodálatos felesége, a csodálatos életében. Ám mindez csak látszat: a város nem más, mint díszlet, a városlakók színészek és statiszták, az autók, a házak, a hivatalok, és minden más pedig pusztán csak kellékek egy hatalmas hollywoodi stúdióban. Egyedül csak Truman valóságos, a róla elnevezett valóságshowban.
A város minden pontján kamerák vannak, amelyek minden mozdulatot vesznek és továbbítanak több millió tévénézőnek, miközben Truman mit sem sejtve éli a mindennapjait.
A műsor kiagyalója és vezetője Christof (Ed Harris), aki mindent tud már Trumanról. Ott volt a születésénél, mikor járni tanult, az első csóknál is. Igyekszik fenntartani a látszatot, de ez egyre nehezebb feladat. Truman ugyanis egyre kíváncsibb, egyre jobban vágyik rá, hogy elhagyhassa a szülővárosát, főleg miután pár furcsa, váratlan incidens történik (pl.: Lauren (Natascha McElhone) elárulja, hogy az óceán, a pálmafák csak díszletek). Ezért kutatni kezd, és többször megpróbál kijutni, ám valamilyen szerencsétlenség miatt (melyet a műsor készítői szerveztek meg) terve mindig meghiúsul. De nem adja fel, újra és újra megpróbálja, míg végül egy vitorláshajóval eléri a stúdió szélét. Talál egy kijáratot és végre kijut a valóságba. Ezzel 30 év után véget ér a "Truman show", és elkezdődhet (?) Truman "valódi" élete.
|  | Itt a vége a cselekmény részletezésének! |

## Szereplők
| Szerep          | Színész           | Magyar hang      |
| --------------- | ----------------- | ---------------- |
| Truman Burbank  | Jim Carrey        | Kerekes József   |
| Christof        | Ed Harris         | Helyey László    |
| Meryl           | Laura Linney      | Zakariás Éva     |
| Marlon          | Noah Emmerich     | Kőszegi Ákos     |
| Lauren (Sylvia) | Natascha McElhone | Báthory Orsolya  |
| Truman anyja    | Holland Taylor    | Kassai Ilona     |
| Truman apja     | Brian Delate      | Cs. Németh Lajos |
| Mike Michaelson | Harry Shearer     | Uri István       |

## A Truman Show-képzet
Joel Gold, a Bellevue Hospital Center pszichiátriai osztályának vezetője elmondta, hogy 2008-ig 5 olyan beteggel volt dolga (és további 12 ilyenről hallott), akik úgy gondolták, hogy az életük egy valóságshow. Gold a szindrómát a filmről nevezte el. Elmondása szerint egyeseket kifejezetten boldoggá tett ez a képzet, másoknak viszont csak gyötrelem volt. Egy beteg elutazott New Yorkba leellenőrizni, hogy valóban összedőlt-e a World Trade Center, mert úgy gondolta, hogy ez csak egy gondosan kidolgozott csavar az ő személyes történetében. Egy másik felmászott a New York-i Szabadság-szobor tetejére, mert úgy gondolta, hogy ott majd újra összejön a középiskolai barátnőjével, és ez fogja a show végét jelenteni.
Egy brit pszichiátriai szaklap, a British Journal of Psychiatry hasonló esetekről számolt be az Egyesült Királyságban. A képzetet sok helyen már Truman-szindrómaként emlegetik.

## Érdekességek
- Truman neve hasonlít az angol true-man összetett szóra, melynek tükörfordítása: igaz ember.
- A film története hasonló Philip K. Dick Kizökkent idő című könyvéhez.
- A magyar Carson Coma együttes hasonló címmel jelentetett meg dalt, amelyben utalást tesznek a film cselekményére.